# Bodilus marshalli
Bodilus marshalli är en skalbaggsart som beskrevs av Renaud Maurice Adrien Paulian 1942. Bodilus marshalli ingår i släktet Bodilus och familjen Aphodiidae. Inga underarter finns listade.